# 2MASS J17073334+4301304
2MASS J17073334+4301304 ist ein etwa 70 Lichtjahre von der Erde entfernter L-Zwerg (ca. L0.5) im Sternbild Herkules. Er wurde 2003 von Kelle L. Cruz et al. entdeckt. Seine Position verschiebt sich aufgrund seiner Eigenbewegung jährlich um 0,201 Bogensekunden.